# Ryōta Isomura
Ryōta Isomura (jap. 磯村 亮太 Isomura Ryōta; ur. 16 marca 1991) – japoński piłkarz występujący na pozycji pomocnika. Obecnie występuje w Nagoya Grampus.

## Kariera klubowa
Od 2009 roku występował w klubie Nagoya Grampus.